# Fred Rogers
Fred McFeely Rogers (n. 20 martie 1928, Latrobe⁠(d), Pennsylvania, SUA – d. 27 februarie 2003, Pittsburgh, Pennsylvania, SUA) a fost un prezentator de televiziune, păpușar, compozitor, scriitor și activist american, cunoscut pentru serialul de televiziune Mister Rogers' Neighborhood (1968–2001) dedicat preșcolarilor. A primit Medalia Prezidențială a Libertății în 2002, două premii Peabody și patru Premii Emmy.